# Cilybebyll
Cilybebyll est un village et une communauté du borough de comté de Neath Port Talbot, au pays de Galles. Il est situé dans l'ouest du borough de comté, à 3 km à l'est de la ville de Pontardawe.

## Démographie
Au recensement de 2011, la communauté de Cilybebyll, qui comprend aussi les villages d'Alltwen (en), Fforest Gôch, Gellinudd et Rhos (en), comptait 4 769 habitants.